# Jonathan Stark
Jonathan Stark (Medford, 3 april 1971) is een voormalig professioneel tennisspeler uit de Verenigde Staten, die tussen 1991 en 2002 actief was in het internationale tenniscircuit. Stark won in het enkelspel twee ATP-toernooien. Als dubbelspeler was hij zeer succesvol met negentien toernooioverwinningen en de nummer 1-positie op de dubbelspelranglijst. Stark won in 1994 met Byron Black de dubbelspeltitel op Roland Garros en in 1997 was hij met Rick Leach de sterkste tijdens de ATP Tour World Championships.
Tevens won hij met Martina Navrátilová het gemengd dubbelspel op Wimbledon in 1995.
Stark speelde voor zijn profcarrière college-tennis op de Stanford-universiteit.

## Palmares

#### Enkelspel
| Legenda                       | Legenda               |
| ----------------------------- | --------------------- |
| Grand Slam                    |                       |
| Olympische Spelen             |                       |
| tot 2009                      | vanaf 2009            |
| Tennis Masters Cup            | ATP Finals            |
| ATP Masters Series            | ATP Tour Masters 1000 |
| ATP International Series Gold | ATP Tour 500          |
| ATP International Series      | ATP Tour 250          |

| Nr.              | Datum           | Toernooi      | Ondergrond | Tegenstander in finale | Score    | Details |
| ---------------- | --------------- | ------------- | ---------- | ---------------------- | -------- | ------- |
| Gewonnen finales |                 |               |            |                        |          |         |
| 1.               | 17 oktober 1993 | ATP Bolzano   | Tapijt (i) | Cédric Pioline         | 6-3, 6-2 | Details |
| 2.               | 6 oktober 1996  | ATP Singapore | Tapijt (i) | Michael Chang          | 6-4, 6-4 | Details |
| Verloren finales |                 |               |            |                        |          |         |
| 1.               | 14 juni 1992    | ATP Rosmalen  | Gras       | Michael Stich          | 4-6, 5-7 | Details |

### Dubbelspel
| Nr.                           | Datum            | Toernooi                        | Ondergrond    | Partner             | Tegenstanders in finale             | Score              | Details |
| ----------------------------- | ---------------- | ------------------------------- | ------------- | ------------------- | ----------------------------------- | ------------------ | ------- |
| Gewonnen finales heren dubbel |                  |                                 |               |                     |                                     |                    |         |
| 1.                            | 6 januari 1992   | ATP Wellington                  | Hardcourt     | Jared Palmer        | Michiel Schapers Daniel Vacek       | 6–3, 6–3           | Details |
| 2.                            | 12 oktober 1992  | Sydney Indoor                   | Hardcourt (i) | Patrick McEnroe     | Jim Grabb Richey Reneberg           | 7–6, 6–3           | Details |
| 3.                            | 16 mei 1993      | ATP Delray Beach                | Gravel        | Patrick McEnroe     | Paul Annacone Doug Flach            | 6–4, 6–3           | Details |
| 4.                            | 13 juni 1993     | ATP Rosmalen                    | Gras          | Patrick McEnroe     | David Adams Andrej Olchovski        | 7–6, 1–6, 6–4      | Details |
| 5.                            | 3 oktober 1993   | ATP Bazel                       | Hardcourt (i) | Byron Black         | Brad Pearce Dave Randall            | 3-6, 7-5, 6-3      | Details |
| 6.                            | 10 oktober 1993  | ATP Toulouse                    | Hardcourt (i) | Byron Black         | David Prinosil Udo Riglewski        | 7-5, 7-6           | Details |
| 7.                            | 25 oktober 1993  | ATP Wenen                       | Tapijt (i)    | Byron Black         | Mike Bauer David Prinosil           | 6-3, 7-6           | Details |
| 8.                            | 7 november 1993  | ATP Paris                       | Tapijt (i)    | Byron Black         | Tom Nijssen Cyril Suk               | 7-6, 6-4           | Details |
| 9.                            | 14 februari 1994 | ATP Memphis                     | Hardcourt (i) | Byron Black         | Jim Grabb Jared Palmer              | 6-2, 6-4           | Details |
| 10.                           | 6 juni 1994      | Roland Garros                   | Gravel        | Byron Black         | Jan Apell Jonas Björkman            | 6-4, 7-6(5)        | Details |
| 11.                           | 1 augustus 1994  | ATP Toronto                     | Hardcourt     | Byron Black         | Patrick McEnroe Jared Palmer        | 7-6, 7-6           | Details |
| 12.                           | 26 februari 1995 | ATP Philadelphia                | Tapijt (i)    | Jim Grabb           | Jacco Eltingh Paul Haarhuis         | 7–6, 6–7, 6–3      | Details |
| 13.                           | 16 april 1995    | ATP Tokio                       | Hardcourt     | Mark Knowles        | John Fitzgerald Anders Järryd       | 7–5, 6–4           | Details |
| 14.                           | 28 mei 1995      | ATP Bologna                     | Gravel        | Byron Black         | Libor Pimek Vincent Spadea          | 7–5, 6–3           | Details |
| 15.                           | 28 april 1996    | ATP Seoul                       | Hardcourt     | Rick Leach          | Kent Kinnear Kevin Ullyett          | 6–4, 6–4           | Details |
| 16.                           | 10 november 1996 | ATP Stockholm                   | Hardcourt (i) | Patrick Galbraith   | Todd Martin Chris Woodruff          | 7–6, 6–4           | Details |
| 17.                           | 23 november 1997 | Doubles Championships, Hartford | Tapijt (i)    | Rick Leach          | Mahesh Bhupathi Leander Paes        | 6-3, 6-4, 7-6(3)   | Details |
| 18.                           | 26 augustus 2000 | ATP Long Island                 | Hardcourt     | Kevin Ullyett       | Jan-Michael Gambill Scott Humphries | 6–4, 6–4           | Details |
| 19.                           | 26 augustus 2001 | ATP Long Island                 | Hardcourt     | Kevin Ullyett       | Leoš Friedl Radek Štěpánek          | 6–1, 6–4           | Details |
| Verloren finales heren dubbel |                  |                                 |               |                     |                                     |                    |         |
| 1.                            | 17 augustus 1992 | ATP Cincinnati                  | Hardcourt     | Patrick McEnroe     | Todd Woodbridge Mark Woodforde      | 6-7, 4-6           | Details |
| 2.                            | 5 oktober 1992   | ATP Brisbane                    | Hardcourt (i) | Patrick McEnroe     | Steve DeVries David Macpherson      | 4-6, 4-6           | Details |
| 3.                            | 7 februari 1993  | ATP San Francisco               | Hardcourt (i) | Patrick McEnroe     | Scott Davis Jacco Eltingh           | 1-6, 6-4, 5-7      | Details |
| 4.                            | 21 maart 1993    | ATP Miami                       | Hardcourt     | Patrick McEnroe     | Richard Krajicek Jan Siemerink      | 2-6, 4-6           | Details |
| 5.                            | 3 oktober 1993   | ATP Bazel                       | Hardcourt (i) | Byron Black         | Brad Pearce Dave Randall            | 6-3, 6-7, 3-6      | Details |
| 5.                            | 9 januari 1994   | ATP Oahu                        | Hardcourt     | Alex O'Brien        | Tom Nijssen Cyril Suk               | 4-6, 4-6           | Details |
| 6.                            | 29 januari 1994  | Australian Open                 | Hardcourt     | Byron Black         | Jacco Eltingh Paul Haarhuis         | 7-6, 3-6, 4-6, 3-6 | Details |
| 7.                            | 6 februari 1994  | ATP San Jose                    | Hardcourt (i) | Byron Black         | Rick Leach Jared Palmer             | 6-4, 4-6, 4–6      | Details |
| 8.                            | 6 maart 1994     | ATP Indian Wells                | Hardcourt     | Byron Black         | Grant Connell Patrick Galbraith     | 5-7, 3-6           | Details |
| 9.                            | 9 oktober 1994   | ATP Sydney Indoor               | Hardcourt (i) | Byron Black         | Jacco Eltingh Paul Haarhuis         | 4-6, 6-7           | Details |
| 10.                           | 17 oktober 1994  | ATP Tokyo Indoor                | Hardcourt     | Byron Black         | Grant Connell Patrick Galbraith     | 3-6, 6-3, 4-6      | Details |
| 11.                           | 6 november 1994  | ATP Parijs                      | Tapijt (i)    | Byron Black         | Jacco Eltingh Paul Haarhuis         | 6-3, 6-7, 5-7      | Details |
| 12.                           | 18 februari 1996 | ATP San Jose                    | Hardcourt (i) | Richey Reneberg     | Trevor Kronemann David Macpherson   | 4-6, 6-3, 3-6      | Details |
| 13.                           | 12 januari 1997  | ATP Auckland                    | Hardcourt     | Rick Leach          | Ellis Ferreira Patrick Galbraith    | 4–6, 6-4, 6-7      | Details |
| 14.                           | 23 februari 1997 | ATP Memphis                     | Hardcourt (i) | Rick Leach          | Ellis Ferreira Patrick Galbraith    | 2-6, 3-6           | Details |
| 15.                           | 13 oktober 1997  | ATP Singapore                   | Tapijt (i)    | Rick Leach          | Mahesh Bhupathi Leander Paes        | 4-6, 4-6           | Details |
| 16.                           | 26 oktober 1997  | ATP Stuttgart                   | Tapijt (i)    | Rick Leach          | Todd Woodbridge Mark Woodforde      | 6-7, 6-7           | Details |
| 17.                           | 2 november 1997  | ATP Parijs                      | Tapijt (i)    | Rick Leach          | Jacco Eltingh Paul Haarhuis         | 2-6, 4-6           | Details |
| 18.                           | 29 maart 1998    | ATP Miami                       | Hardcourt     | Alex O’Brien        | Ellis Ferreira Rick Leach           | 2-6, 4-6           | Details |
| 19.                           | 18 juni 2000     | ATP London                      | Gras          | Eric Taino          | Todd Woodbridge Mark Woodforde      | 6-7, 4-6           | Details |
| 20.                           | 25 februari 2001 | ATP Memphis                     | Hardcourt (i) | Alex O’Brien        | Bob Bryan Mike Bryan                | 2-6, 2-6           | Details |
| 21.                           | 4 maart 2001     | ATP San Jose                    | Hardcourt (i) | Jan-Michael Gambill | Mark Knowles Brian MacPhie          | 3-6, 6-7(4)        | Details |

## Prestatietabel
| Legenda | Legenda                          |
| ------- | -------------------------------- |
| g.t.    | geen toernooi gehouden           |
| l.c.    | lagere categorie                 |
| –       | niet deelgenomen                 |
| G       | uitgeschakeld in de groepsfase   |
| 1R      | uitgeschakeld in de eerste ronde |
| 2R      | uitgeschakeld in de tweede ronde |
| 3R      | uitgeschakeld in de derde ronde  |
| 4R      | uitgeschakeld in de vierde ronde |
| KF      | uitgeschakeld in de kwartfinale  |
| HF      | uitgeschakeld in de halve finale |
| F       | de finale verloren               |
| W       | het toernooi gewonnen            |
| w-v     | winst/verlies-balans             |

### Prestatietabel grand slam, enkelspel
| Toernooi        | 1992 | 1993 | 1994 | 1995 | 1996 | 1997 | 1998 |
| --------------- | ---- | ---- | ---- | ---- | ---- | ---- | ---- |
| Australian Open | –    | 3R   | 2R   | 1R   | 1R   | 1R   | 2R   |
| Roland Garros   | –    | 3R   | 2R   | 1R   | –    | 2R   | –    |
| Wimbledon       | 1R   | 1R   | 1R   | 2R   | 3R   | 2R   | –    |
| US Open         | 2R   | 1R   | 1R   | 1R   | 1R   | 1R   | 2R   |

### Prestatietabel grand slam, dubbelspel
| Toernooi        | 1988 | 1989 | 1991 | 1992 | 1993 | 1994 | 1995 | 1996 | 1997 | 1998 | 1999 | 2000 | 2001 | 2002 |
| --------------- | ---- | ---- | ---- | ---- | ---- | ---- | ---- | ---- | ---- | ---- | ---- | ---- | ---- | ---- |
| Australian Open | –    | –    | –    | KF   | 3R   | F    | 1R   | –    | HF   | 3R   | KF   | –    | 2R   | 1R   |
| Roland Garros   | –    | –    | –    | –    | 1R   | W    | 2R   | HF   | KF   | 1R   | 3R   | 1R   | 1R   | –    |
| Wimbledon       | –    | –    | –    | KF   | KF   | 3R   | 3R   | 2R   | 3R   | –    | 3R   | 1R   | 2R   | –    |
| US Open         | 1R   | 1R   | 3R   | 3R   | 1R   | 3R   | KF   | 2R   | 1R   | 2R   | 2R   | 1R   | 2R   | –    |